# 小行星1463
小行星1463（1463 Nordenmarkia）是一颗围绕太阳公转的小行星。1938年2月6日，爾約·維薩拉在图尔库发现了此天体。
該小行星以瑞典天文學家尼爾斯·維克多·伊曼紐·諾登馬克（Nils Viktor Emanuel Nordenmark）命名。
这颗小行星的绝对星等为77.3223510743872等。